# Нінілчик (Аляска)
Нінілчик (англ. Ninilchik) — переписна місцевість (CDP) в США, в окрузі Кенай штату Аляска. Населення — 845 осіб (2020).

## Географія
Нінілчик розташований за координатами 60°3′44″ пн. ш. 151°24′15″ зх. д. / 60.06222° пн. ш. 151.40417° зх. д. (60.062246, -151.404177).  За даними Бюро перепису населення США в 2010 році переписна місцевість мала площу 536,67 км², з яких 536,59 км² — суходіл та 0,07 км² — водойми.

## Демографія
Згідно з переписом 2010 року, у переписній місцевості мешкали 883 особи в 412 домогосподарствах у складі 251 родини. Густота населення становила 2 особи/км².  Було 967 помешкань (2/км²).
Расовий склад населення:
| - 78,1 % — білих - 15,4 % — корінних американців - 0,3 % — азіатів - 0,2 % — чорних або афроамериканців - 0,1 % — вихідців з тихоокеанських островів |

До двох чи більше рас належало 5,3 %. Частка іспаномовних становила 2,6 % від усіх жителів.
За віковим діапазоном населення розподілялося таким чином: 17,4 % — особи молодші 18 років, 64,5 % — особи у віці 18—64 років, 18,1 % — особи у віці 65 років та старші. Медіана віку мешканця становила 51,8 року. На 100 осіб жіночої статі у переписній місцевості припадало 113,8 чоловіків;  на 100 жінок у віці від 18 років та старших — 112,5 чоловіків також старших 18 років.
Середній дохід на одне домашнє господарство  становив 60 189 доларів США (медіана — 49 659), а середній дохід на одну сім'ю — 73 874 долари (медіана — 62 188). Медіана доходів становила 33 750 доларів для чоловіків та 40 000 доларів для жінок. За межею бідності перебувало 10,8 % осіб, у тому числі 23,9 % дітей у віці до 18 років та 1,5 % осіб у віці 65 років та старших.
Цивільне працевлаштоване населення становило 279 осіб. Основні галузі зайнятості: освіта, охорона здоров'я та соціальна допомога — 37,3 %, транспорт — 10,0 %, мистецтво, розваги та відпочинок — 8,6 %, роздрібна торгівля — 7,5 %.